# 普赛克

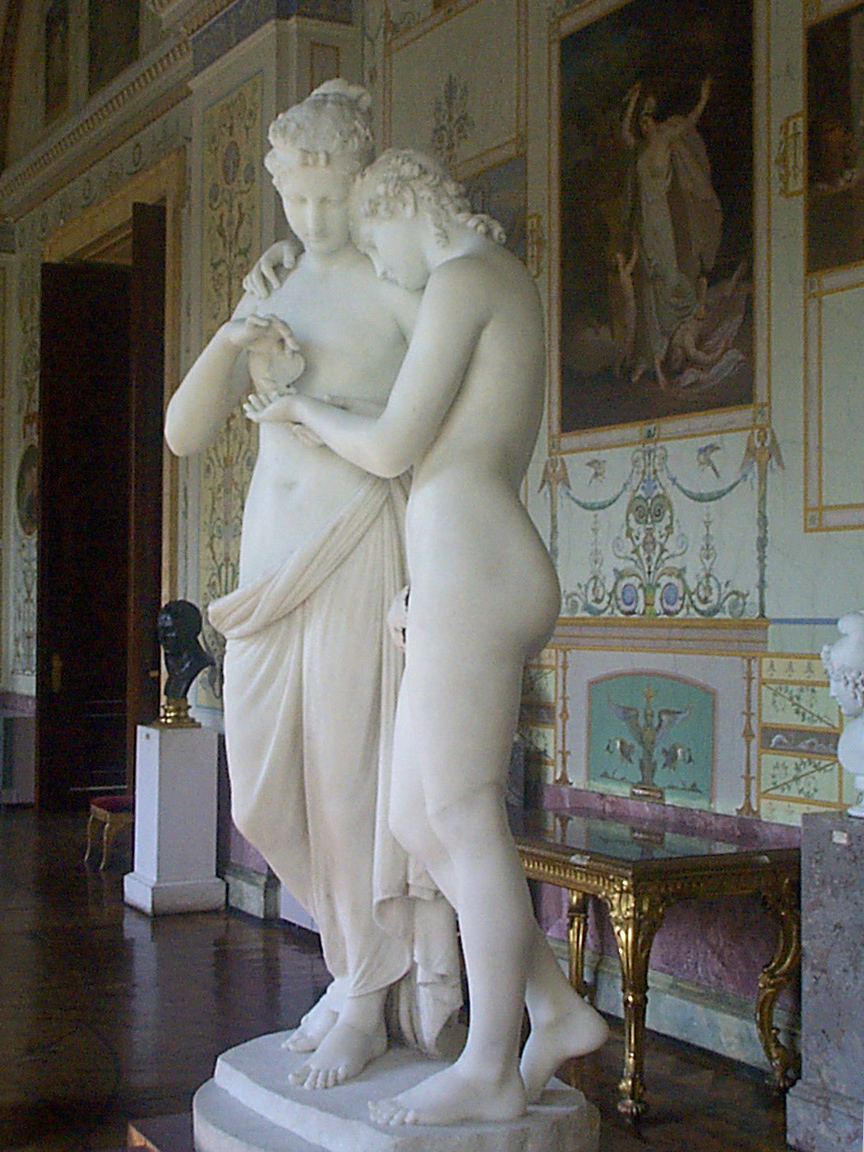
丘比特与普塞克，安东尼·卡诺瓦作于1808年。

普赛克（Psyche）一译普叙赫、赛琪、賽姬、普绪喀，是希腊神话和罗马神话中的人物。在希腊神话中，她是人类灵魂的化身（“普赛克”在希腊语意为“灵魂”），常以带有蝴蝶翅膀的少女形象出现。据阿普列尤斯的《金驴记》中记载，普赛克是人间一位国王的女儿，她有兩個漂亮的姐姐都早已出嫁。儘管普赛克得到眾多人民的愛戴，但是她的容顏跟爱与美的女神维纳斯相當，美麗到沒有人會取她為妻，所以普赛克總是一直独身一人。
维纳斯对陸地的人民去崇拜普赛克不再敬畏自己產生憎惡，她為了懲處普赛克命令儿子爱神丘比特把他的箭射向普赛克让她爱上一个丑陋的怪物。但是丘比特看到在熟睡的普赛克時，他被她的美貌所吸引的同時不小心让金箭划伤他的手指，因此丘比特无可救药地爱上普赛克卻害怕遭到他母親的憤怒，因此他不得不想盡辦法不讓普赛克見到自己的真面目也要跟她碰面。
由于没有人愿意娶她，普赛克的父母非常沮丧，向阿波罗祈求办法。神谕宣称普赛克将在一座山峰上嫁给一个可怕的怪物。她的父母决定遵照神谕的指示，这时西风之神将普赛克带到了山谷，这里有一座雄伟的宫殿。于是每到夜晚，丘比特都来与普赛克相会，但是賽姬从来没有看到他的真面目。后来出于善意，丘比特让西风之神把普赛克的两个姐姐带到了宫殿中。她们看到普赛克美丽的家之后，立刻开始嫉妒起她来。她们骗她说，她嫁给了一个可怕的大毒蛇，让她晚上趁他睡觉时杀死他。普赛克出于好奇，决定听从姐姐们的建议。晚上，普赛克拿着灯，看到床上躺着的并不是怪物。普赛克不小心被丘比特的箭刺破，从此爱上了他。但是她不小心将一滴灯油溅落在丘比特的肩上，丘比特惊醒，从窗户飞走了。
普赛克为了重新见到丘比特，她找到维纳斯寻求帮助。维纳斯交给她很多难以完成的任务。普赛克历尽千辛万苦，并在诸神的帮助下，完成了所有任务。维纳斯交给普赛克最后一项任务，是叫普赛克去冥界，把她因照顾丘比特而失去的一天的美丽取回来。普赛克在拿到盒子后，再一次因为好奇而打开了盒子。但是盒子里装的不是什么美丽，而是来自地狱的睡神。普赛克受惑沉沉地睡去。这时候在天上飞翔的丘比特看到了她，唤起了他的同情心。丘比特把睡眠赶走，唤醒了他的妻子。宙斯被他们之间的爱感动，赐予普赛克永生，维纳斯也原谅了她。他们从此幸福的生活在一起。
这个故事被后世许多艺术家通过各种形式进行演绎。

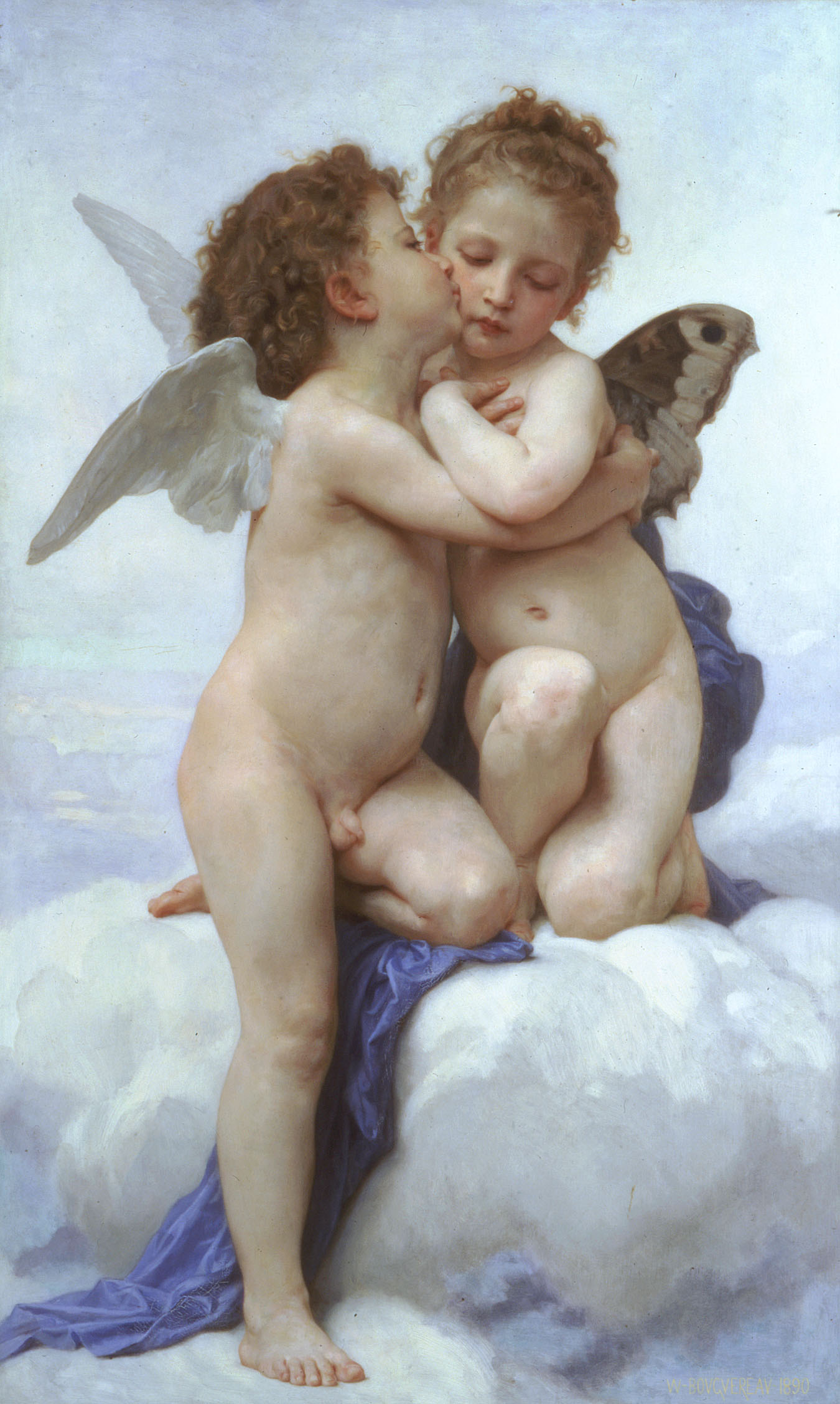
法國畫家威廉·阿道夫·布格羅於1890年的畫作《儿时的丘比特和賽姬》
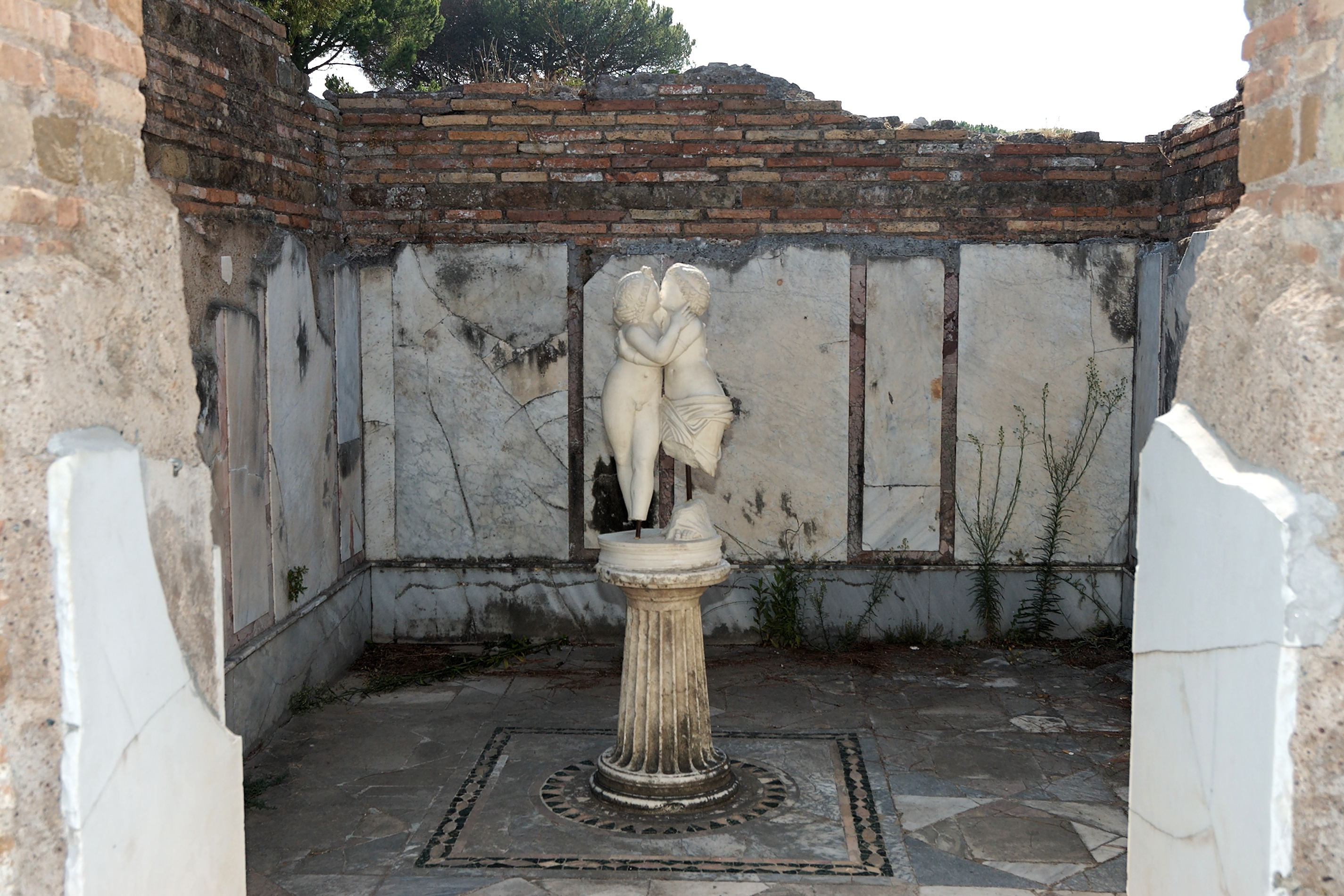
位于罗马奥斯提亚古城遗址的丘比特和赛姬雕像
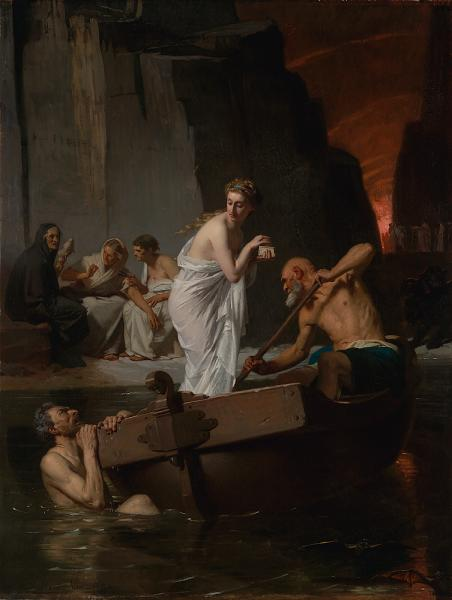
法國畫家希勒馬赫（法语：Eugène Ernest Hillemacher）於1865年的畫作《賽姬進入地府》